# Impanatores
Se ha dado el nombre de impanatores, a los luteranos que defienden que el cuerpo de Jesucristo después de la consagración subsiste en la Eucaristía con la sustancia del pan y que esta no se destruye. Así desechan el dogma de la transustanciación. 
Se llama impanación al modo con que explican esta presencia, cuando dicen que el cuerpo de Jesucristo está con, en o debajo del pan: así se expresan ellos. Así es como los calvinistas que no admiten la presencia real han escrito mucho contra la doctrina de los luteranos y han argumentado que si Jesucristo está real, corporal y sustancialmente presente en la Eucaristía, hay que confesar que lo está por transubstanciación; que dos sustancias no pueden estar juntas debajo de los mismos accidentes: que si es absolutamente preciso admitir un milagro, es más natural atenerse al que defienden los católicos que al que suponen los luteranos. Lutero por su parte no cesó de defender que las palabras de Jesucristo expresan en su sentido literal una presencia real, corporal y sustancial. 